# Köpenhamns brand 1795

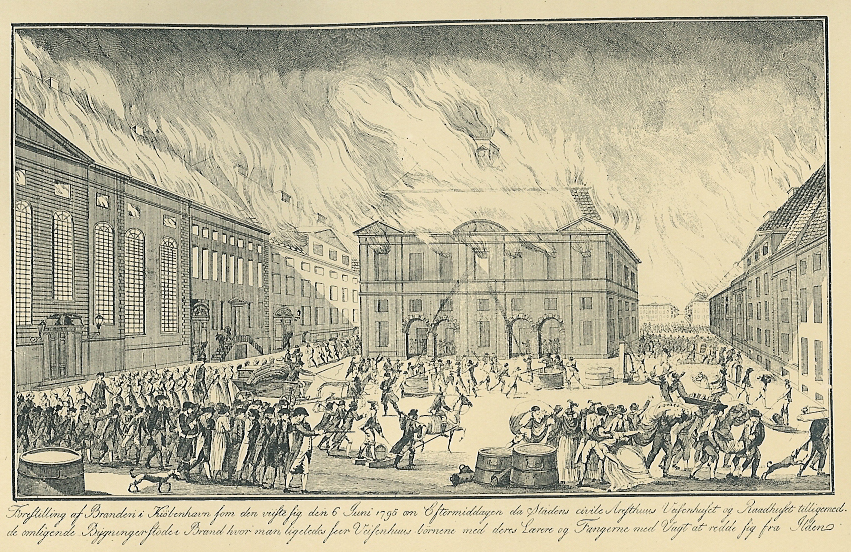
Köpenhamns brand 6 juni 1795. Det samtida sticket visar Gammeltorv, med stadshuset i mitten.

Köpenhamns brand 1795 utbröt fredagen den 5 juni 1795 vid 15-tiden på flottans gamla plats sydost om Kongens Nytorv på området Gammelholm. Det skedde i flottans lager av kol och timmer. Eftersom de anställda hade gått hem, dröjde det lång tid innan släckningen påbörjades och av rädsla för stöld var brandposterna borttagna. Dessutom spärrades flottbasen Holmen för civila brandmän, möjligen i tron att eftersom det rörde sig om ett militärt område skulle militären hantera det.
En utdragen period utan regn, med torr ved som resultat, med ett lager av rep och tjära orsakade att elden snabbt eskalerade till en storbrand. Vinden blåste ganska starkt. Den kom från öster och sände gnistor genom luften in över stan. På grund av den starka solen var små lågor svåra att upptäcka innan de hade vuxit sig större. Elden spred sig därför från Gammelholm till huvudlagret längs Holmens Kanal och över Holmens Kanal till grannskapet runt Sankt Nikolaj Kirke och därifrån längs Gammel Strand till området kring Nytorv/Gammeltorv.

## Brandens följder

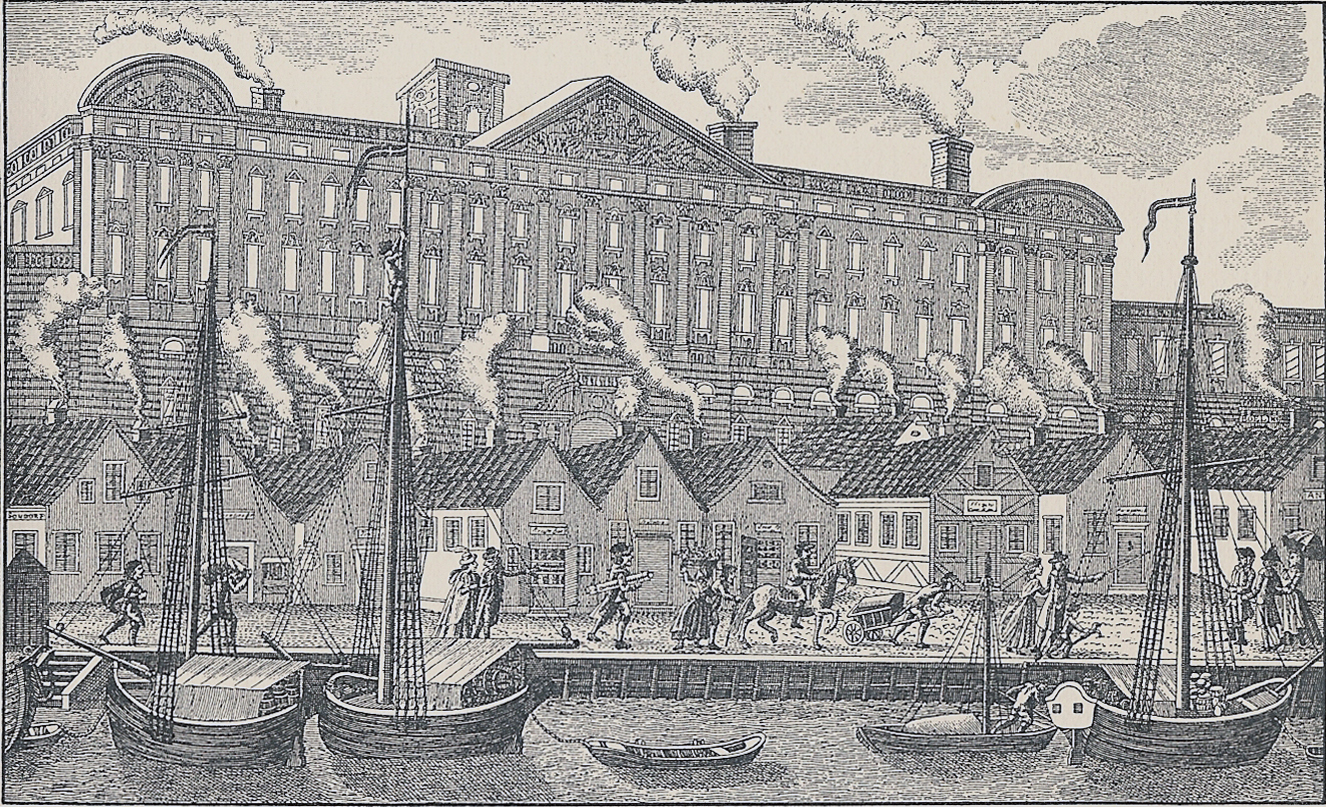
Den så kallade Frederikskolonin av hemlösa familjer i det nedbrända Christiansborgs slott i Köpenhamn efter branden 1795.

Branden dog ut på söndagen den 7 juni runt klockan 16 och hade då uppslukat 909 hem, och 74 var delvis skadade. Nästan 6.000 av stadens knappt 100.000 invånare var således hemlösa. Lyckligtvis var det sommar och många av de hemlösa kunde sedan bosätta sig i tält  eller i fria luften. Ett stort antal av dem bosatte sig i ruinerna av det nyligen brunna Christiansborgs slott. Även stallar tjänade som bostäder.
Branden gjorde, tillsammans med branden 1728, att nästan hela medetidsstaden brunnit ned, så att det i dag finns mycket få hus från före 1700-talet i Köpenhamn.
Branden var en stark bidragande orsak till att Danmarks första inteckningsinstitut, Kreditkassen for Husejerne i Kjøbenhavn, grundat 1797.
Efter branden förberedda man en storslagen plan, som utarbetats av stadskonduktör Jørgen Henrik Rawert och stadens byggmästare Peter Meyn. Det beslutades att nya hus skulle vara av tegel, inte timmer, och husgavlarnas hörn skulle brytas så brandmännens stegvagnar lättare kunde ta sig runt hörnen. Dessutom skulle gatorna om möjligt vara raka.